# Rheinfeldzug von 1796
1792

Porrentruy – Marquain – Quiévrain – Verdun – Thionville – Valmy – Lille – Mainz (1792) – Jemappes
1793

Aldenhoven I – Namur – Neerwinden – Mainz (1793) – Famars – Valenciennes (1793) – Arlon (1793) – Hondschoote – Meribel – Avesnes-le-Sec – Pirmasens – Toulon – Fontenay-le-Comte – Cholet – Lucon – Trouillas – Dünkirchen – Le Quesnoy – Menin I – Wattignies – Weißenburg I – Biesingen – Kaiserslautern I – Weißenburg II
1794

Boulou – Landrecis – Menin II – Mouscron – Martinique – Guadeloupe – Tourcoing – Tournai – Kaiserslautern II – San-Lorenzo de la Muga – 13. Prairial – Fleurus – Kaiserslautern III – Vosges – Aldenhoven II
1795

Cornwallis’ Rückzug – Genua – Groix – Hyeres – Handschuhsheim – Mainz (1795) – Mannheim – Loano
1796

Montenotte – Millesimo – Dego – Mondovì – Lodi – Borghetto – Castiglione – Mantua – Siegburg – Altenkirchen – Wetzlar – Kircheib – Kehl – Kalteiche – Friedberg  – Malsch – Neresheim – Sulzbach – Deining – Amberg – Würzburg – Neufundland – Rovereto – Bassano – Limburg – Biberach I – Emmendingen – Schliengen – Caldiero – Arcole – Irland
1797

Fall von Kehl – Rivoli (1797) – St. Vincent – Diersheim – Santa Cruz – Neuwied – Camperduin
Der Rheinfeldzug von 1796 umfasste eine Reihe von militärischen Operationen während des Ersten Koalitionskriegs zwischen Frankreich und Österreich. Die Österreicher unter dem Oberbefehl von Erzherzog Karl waren in der Lage, zwei Armeen der französischen Republik auszumanövrieren und zu besiegen.

## Vorgeschichte
Die europäischen Herrscher betrachteten die Französische Revolution zunächst als einen internen Streit zwischen dem französischen König Ludwig XVI. und seinen Untertanen. Als die revolutionäre Rhetorik an Schärfe zunahm, erklärten die europäischen Monarchen ihre Interessen mit denen Ludwigs und seiner Familie zu einer Einheit. Die Pillnitzer Deklaration drohte mit zweideutigen, aber sehr ernsten Konsequenzen, falls der französischen Königsfamilie etwas zustoßen sollte. Französische Emigranten, die von den Habsburgern, den Preußen und den Briten unterstützt wurden, agitierten weiter für eine Gegenrevolution. Schließlich erklärte der französische Nationalkonvent am 20. April 1792 der Habsburger Monarchie den Krieg, wodurch das gesamte Heilige Römische Reich in den Krieg getrieben wurde. In diesem Ersten Koalitionskrieg (1792–98) stand Frankreich den meisten europäischen Staaten gegenüber, die mit ihm Land- oder Wassergrenzen teilten, sowie Großbritannien, dem Königreich Portugal und dem Osmanischen Reich.
1794 standen die Armeen der Französischen Republik vor dem Zusammenbruch. Die radikalsten Revolutionäre begannen mit der Säuberung von allen Männern, die im Verdacht standen, dem Ancien Régime gegenüber loyal zu sein. Die levée en masse schuf eine neue Armee mit Tausenden von ungebildeten Männern, die dem Kommando von Offizieren unterstellt wurden, deren Hauptqualifikation eher ihre Loyalität zur Revolution als ihr militärisches Geschick war. Die traditionelle militärische Organisation wurde durch die Bildung von Halbbrigaden gebrochen; Einheiten, die durch die Zusammenlegung alter militärischer Einheiten mit neuen revolutionären Formationen entstanden.
Darüber hinaus hatte sich die Armee bereits 1795 durch Gerüchte und Taten in ganz Frankreich unbeliebt gemacht, da sie sich in räuberischer Weise von den ländlichen Gebieten bediente und sich allgemein gesetzeswidrig und undiszipliniert verhielt. Ab April 1796 wurde das Militär nicht mehr mit wertlosem Papiergeld, sondern mit Münzen aus Metall bezahlt, aber der Sold war immer noch deutlich im Rückstand. Das französische Direktorium war der Ansicht, dass sich der Krieg von selbst finanzieren sollte, und stellte kein Budget für die Bezahlung, Verpflegung und Ausrüstung der Truppen bereit. Daher wurde ein Feldzug, der die Armee aus Frankreich herausführte, sowohl aus Haushaltsgründen als auch aus Gründen der inneren Sicherheit immer dringlicher.

## Kriegspläne

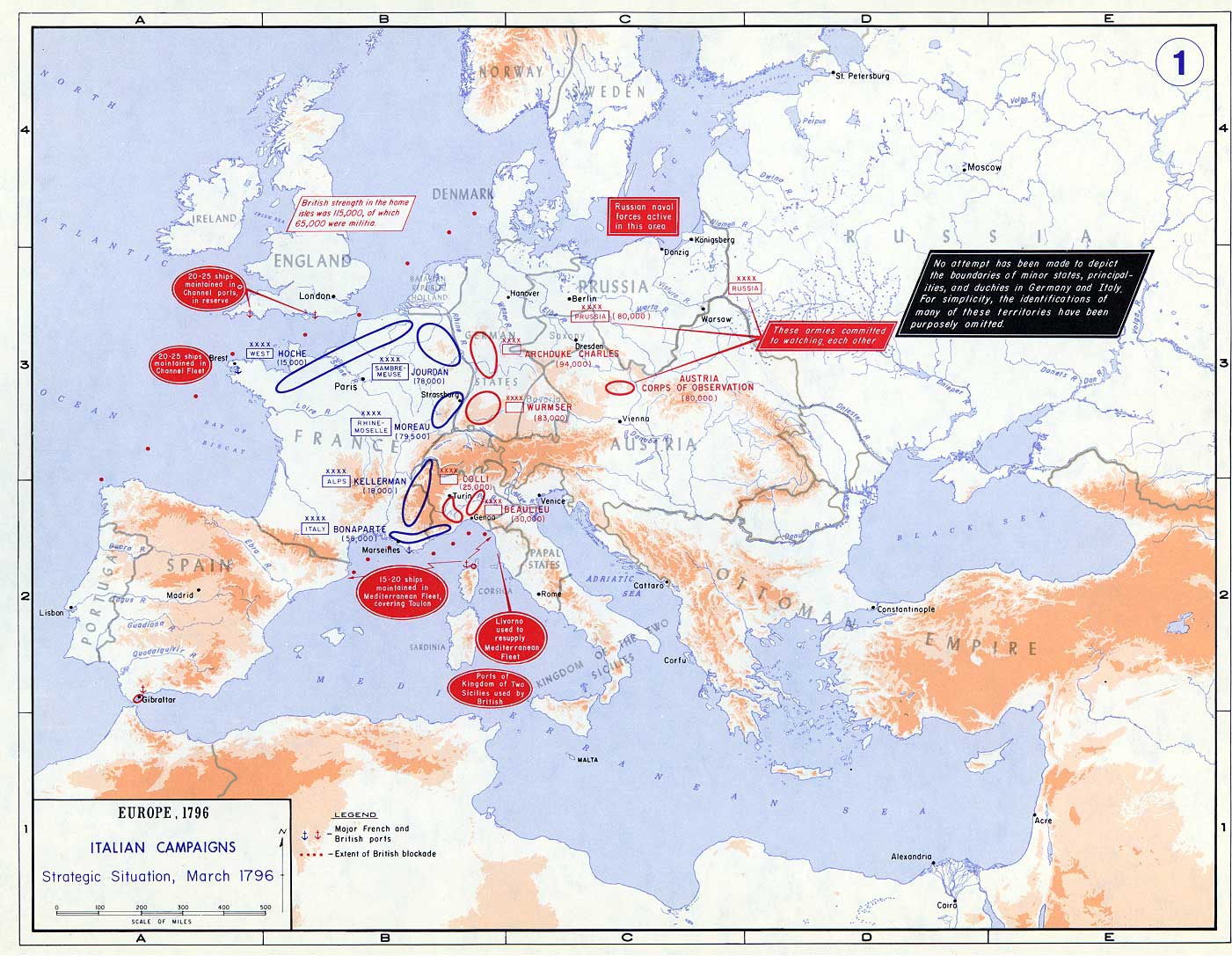
Die strategische Situation in Europa 1796

Am Ende des letztjährigen Feldzugs hatten Frankreich und Österreich einen Waffenstillstand geschlossen, planten und rechneten aber weiterhin mit einem Krieg. In einem Dekret vom 6. Januar 1796 gab das Direktorium Österreich den Vorrang vor Italien als Kriegsschauplatz. Die Finanzen der Ersten Französischen Republik waren schlecht, so dass von ihren Armeen erwartet wurde, dass sie in neue Gebiete eindrangen und von den eroberten Gebieten lebten. Da die Österreicher die französischen Absichten kannten, kündigten sie am 20. Mai 1796 an, dass der Waffenstillstand am 31. Mai enden würde, und bereiteten sich auf eine Invasion vor.

### Österreich
Anfangs umfassten die kaiserlichen Truppen etwa 125.000 Mann, darunter drei autonome Korps, von denen 90.000 unter dem Kommando von Erzherzog Karl, dem Bruder von Kaiser Franz II. standen. Vor Beginn des Feldzugs im Rheinland nahm Dagobert Sigmund von Wurmser 25.000 Mann als Verstärkung mit nach Italien, nachdem die Nachricht von Bonapartes ersten Erfolgen eingetroffen war. Die österreichische Strategie bestand darin, Trier einzunehmen und diese Position am Westufer zu nutzen, um die französischen Armeen nacheinander anzugreifen.
Der 20.000 Mann starke rechte (Nord-)Flügel unter dem Herzog Ferdinand von Württemberg stand auf dem östlichen Rheinufer hinter der Sieg und überwachte den französischen Brückenkopf bei Düsseldorf. Ein Teil patrouillierte am Westufer und hinter der Nahe. Die Garnisonen der Festung Mainz und der Festung Ehrenbreitstein umfassten etwa 10.000 Mann. Karl konzentrierte den Großteil seiner Truppen unter dem Kommando von Graf Maximilian Baillet von Latour zwischen Karlsruhe und Darmstadt, wo der Zusammenfluss von Rhein und Main einen Angriff am wahrscheinlichsten machte. Der äußerste linke Flügel unter Anton Sztáray, Michael von Fröhlich und Ludwig Joseph von Bourbon, Prinz von Condé, bewachte die Rheingrenze von Mannheim bis zur Schweiz.

### Frankreich
Die französische Strategie sah vor, die beiden französischen Armeen entlang des Rheins gegen die österreichischen Flanken vorgehen zu lassen. Jean-Baptiste Jourdan sollte mit seiner 70.000 Mann starken Sambre- und Maas-Armee über Mainz entlang des Rheins nach Franken vorstoßen. Währenddessen sollte Jean-Victor Moreau die 70.000 Soldaten der Rhein- und Moselarmee bei Neu-Breisach, Kehl und Hüningen über den Rhein führen und Schwaben und das Herzogtum Bayern unterwerfen. Gleichzeitig sollte Napoleon die Invasion in Italien durchführen. Sobald er alle seine Ziele erreicht hatte, sollte er die Alpen nach Tirol überqueren, wo er mit Moreau in Kontakt treten und die österreichische Armee vernichten sollte.

## Operationen

### Rheinüberquerung
Am 31. Mai überschritt der linke Flügel der Rhein- und Moselarmee unter Jean-Baptiste Kléber bei Opladen den Rhein und rückte bis Siegburg vor. Am 1. Juni konnte Kléber bei Siegburg den Herzog von Württemberg über die Sieg drängen, der sich daraufhin nach Altenkirchen zurückzog. Drei Tage später besiegte Kléber den Herzog in der Schlacht von Altenkirchen, worauf Karl die österreichischen Truppen vom Westufer des Rheins abzog und den Herzog durch Wilhelm Ludwig Gustav von Wartensleben ersetzte. Am 10. Juni überquerte Jourdans Hauptverband bei Neuwied den Rhein, während Moreau bis zur Lahn vorrückte. Karl ließ 12.000 Mann zur Bewachung Mannheims zurück, verteilte seine Truppen auf seine beiden Armeen und zog rasch nach Norden gegen Jourdan. Am 15. Juni konnte Karl die Truppen Jourdans bei Wetzlar schlagen, worauf sich Jourdan auf das sichere Westufer des Rheins bei Neuwied zurückzog. In der Folge stießen die Österreicher bei Uckerath auf Kléber, der sich anschließend nach Düsseldorf zurückzog. Nach seinem Erfolg ließ Karl 35.000 Mann unter Wartensleben in Mainz und weitere 30.000 in den anderen Festungen zurück und zog mit 20.000 Mann nach Süden, um Latour zu unterstützen.
Die Bemühungen waren jedoch nicht völlig erfolgreich. Während Karl die Franzosen bei Wetzlar und Uckerath zurückwerfen konnte, konnte Louis Charles Antoine Desaix die schwäbischen Reichstruppen bei Ludwigsburg schlagen. Nachdem er die österreichischen Stellungen bei Mannheim beschossen hatte, schickte Moreau seine Armee von Speyer aus in einem Gewaltmarsch nach Straßburg. Desaix, der die Vorhut anführte, überquerte in der Nacht vom 23. zum 24. Juni bei Kehl den Rhein. Die dortige Stellung wurde nur mäßig verteidigt. Am 24. Juni griff die Vorhut von Desaix die unterlegenen schwäbischen Kräfte auf der Brücke an, die der Hauptstreitmacht vorausgegangen waren. Die Schwaben waren zahlenmäßig unterlegen und konnten nicht verstärkt werden. Der größte Teil der kaiserlichen Rheinarmee war bei Mannheim geblieben, wo Karl den Hauptangriff erwartete. Weder die Truppen von Ludwig Joseph in Freiburg noch die Truppen von Karl Aloys zu Fürstenberg in Rastatt konnten Kehl rechtzeitig erreichen, um sie zu unterstützen.
Moreau verstärkte seinen neu gewonnenen Brückenkopf am 26. und 27. Juni, so dass er nun über 30.000 Mann verfügte, die nur 18.000 lokalen Truppen der Koalition gegenüberstanden. Moreau ließ die Division Delaborde auf dem Westufer zurück, um den Rhein zwischen Neu-Breisach und Hüningen zu überwachen, während er selbst nach Norden gegen Latour zog. Getrennt von ihrem Befehlshaber zog sich der österreichische linke Flügel unter Fröhlich und dem Prinzen von Condé nach Südosten zurück. Am 28. Juni traf Desaix bei Renchen auf Sztárays Kolonne mit 9.000 Mann. Währenddessen hatte Pierre Marie Barthélemy Ferino bei Hüningen in der Nähe von Basel den Rhein überquert und rückte ungehindert am deutschen Rheinufer nach Osten vor. Dies verschaffte den Franzosen den gewünschten Zangeneffekt. Von Süden aus verfolgte Ferino die Österreicher unter Fröhlich und den Prinzen von Condé in einem weiten Bogen von Ost nach Nordost in Richtung Villingen, während Gouvion Saint-Cyr nach Rastatt vorrückte. Am 5. Juli besiegte Desaix Latour in der Schlacht von Rastatt und drängte die kaiserlichen Truppen hinter die Alb zurück.

### Französische Offensive
An seinem Entschluss, die Murg zu halten, konnte Karl nach den Ergebnissen des 5. Juli nicht mehr festhalten. Der Feind war schon zu weit ins Gebirge vorgedrungen, hatte wichtige Täler und Pässe erobert und war nach der Einnahme von Gernsbach auch im Besitz der Straße nach Pforzheim. Da nun bereits die linke Flanke ernsthaft bedroht schien und bei einem weiteren Vordringen des Gegners auch der Rückzugsweg gefährdet sein würde, hielt Karls es für notwendig, sich der augenblicklichen Bedrohung zu entziehen um Raum für eine neue Offensive zu schaffen.
Die Tatsache, dass die Franzosen es versäumt hatten, Latour nachzusetzen, ermöglichte es Karl, mit einer Verstärkung von 25.000 Mann Rheinaufwärts zu marschieren und sich zwischen Ettlingen und Mühlburg mit Latours Truppen zu vereinigen. Von dort bereitete er sich darauf vor, am 10. Juli gegen Moreau vorzurücken. Die Franzosen kamen ihm am 9. Juli zuvor. Trotz dieser Überraschung konnte Karl in der Schlacht von Ettlingen die Angriffe von Desaix auf seine rechte Flanke abwehren, doch auf der linken Seite konnten die Franzosen die kaiserlichen Truppen in den Hügeln östlich der Stadt zurückdrängen und bedrohten nun seine Flanke. Da Karl jedoch um die Sicherheit seiner Nachschublinien besorgt war, begann er sich nach Osten zurückzuziehen, um vor Moreau das Neckartal zu erreichen.
In der Zwischenzeit hatte Jourdan erneut den Rhein überquert und drängte Wartensleben hinter die Lahn. Am 10. Juli besiegte Jourdan die Österreicher bei Friedberg und am 16. Juli nahm Jourdan Frankfurt am Main ein. Jourdan ließ General Marceau mit 28.000 Mann zurück, um Mainz und Ehrenbreitstein zu blockieren. Er selbst folgte Wartensleben, der Befehl hatte, sich durch das Maintal Richtung Donau zurückzuziehen. Am 4. August eroberte Jourdan Würzburg. Drei Tage später wurde Wartensleben bei Forchheim geschlagen.
Im Süden zog sich Karl durch das Neckartal gefolgt von Moreau ebenfalls zur Donau zurück. Am 21. Juli 1796 kam es bei Cannstatt zum Gefecht. Mitte Juli hatte Moreaus Armee den größten Teil Südwestdeutschlands unter Kontrolle. Karl zog sich mit den habsburgischen Truppen um den 2. August über Geislingen zurück und erreichte am 10. August Nördlingen. Zu diesem Zeitpunkt verfügte Moreau über 45.000 Mann, die sich auf einer 40 km langen Front mit dem Zentrum in Neresheim verteilten. Karl wollte zum südlichen Donauufer übersetzen, aber Moreau war nahe genug, um die Operation zu stören. Karl beschloss daher, sich Moreau zu stellen.

### Stillstand
Zu diesem Zeitpunkt des Feldzugs hätte jede Seite die andere vernichten können, indem sie ihre beiden Armeen vereinigte. Karl verfügte zusammen mit Wartensleben über 103.000 Mann, während Moreau und Jordan 117.000 aufbieten konnten. Während Moreau Karl folgte, war Jourdan, der Wartensleben verfolgen sollte, gezwungen, sich von Moreau zu trennen, da Wartensleben, anstatt sich der Donau zu nähern, in Richtung Böhmen vorrückte, um es zu decken. Die Armeen entfernten sich somit immer weiter voneinander, wodurch sich ihre Nachschublinien ausdehnten und die Möglichkeit, die Flanken des jeweils anderen zu decken, immer geringer wurde.

### Österreichische Gegenoffensive
Die Schlacht bei Neresheim am 11. August markierte den Wendepunkt. Karl gelang es, die rechte Seite von Moreau aufzurollen und bis Heidenheim vorzurücken. Als Moreau die Schlacht am nächsten Morgen wieder aufnehmen wollte, hatte sich Karl bereits über die Donau zurückgezogen. Durch diesen Schachzug hatte Karl die beiden französischen Armeen soweit voneinander getrennt, dass er sich in der Lage sah, beide einzeln anzugreifen. Auch Jourdan musste am 17. August bei Sulzbach einen Rückschlag hinnehmen. Trotz schwerer Verluste setzte Jourdan sein Vormarsch fort. Er ging davon aus, dass Moreau noch auf dem linken Donauufer und von den Bewegungen des Gegners unterrichtet sich so schnell wie möglich mit dem rechten Flügel der Sambre-Maas-Armee zu einem Angriff auf Erzherzog Karl verbinden würde. In Wirklichkeit war Moreau durch die Manöver Karls vollständig getäuscht worden. Als er schließlich von Karls Ziel erfuhr, beschloss er, die Donau zu überqueren und nach Bayern vorzudringen, um den Erzherzog zu sich zu locken.
Am 18. August zog sich Wartensleben hinter die Naab nach Amberg zurück. Nachdem Karl Verstärkungen erhalten hatte, befahl er Latour, mit 35.000 Soldaten Mureau entlang der Donau einzudämmen. Anschließend begab er sich mit 25.000 Mann in Richtung Amberg. Am 22. August 1796 kam es bei Neumarkt zum Gefecht mit Jourdans rechtem Flügel unter Jean Baptiste Bernadotte. Die zahlenmäßig unterlegenen Franzosen wurden über Altdorf bei Nürnberg nach Nordwesten an die Pegnitz zurückgedrängt. Nachdem der Erzherzog ein Korps zu seiner Verfolgung entsandt hatte, rückte er mit dem Rest seiner Streitkräfte gegen Jourdan bei Amberg vor, wo er am 24. August besiegt wurde. Jourdan zog sich zunächst nach Sulzbach und dann hinter die Wiesent zurück, wo Bernadotte am 28. August zu ihm stieß. In der Zwischenzeit nahm Hotze Nürnberg wieder ein.

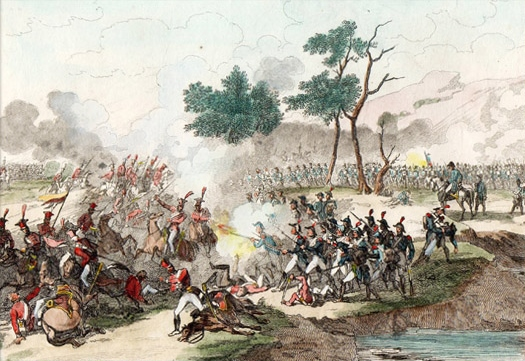
Die Schlacht von Würzburg

Zur gleichen Zeit hatte Moreau Latour bei Friedberg geschlagen und rückte auf München vor. Ermutigt von diesen Nachrichten beschloss Jourdan, trotz unterlegener Kräfte weiter zu kämpfen. Am 29. August kam es bei Burgebrach zum Gefecht, worauf sich Jourdan nach Schweinfurt zurückzog und von dort mit 30.000 Mann auf Würzburg vorrückte. In Erwartung des Vorstoßes von Jourdan führte Karl am 1. September bei Würzburg überlegene Kräfte heran und zwang die Franzosen am 3. September zum Rückzug an die Lahn. Die Verluste in der Schlacht um Würzburg zwangen die Franzosen, schließlich die Belagerung von Mainz am 7. September aufzuheben und diese Truppen zur Verstärkung ihrer Linien weiter nach Osten zu verlegen. Am 10. September erhielt Jourdan 12.000 Mann Verstärkung. Gleichzeitig beorderte die französische Regierung Jacques MacDonald mit einer Division nach Düsseldorf und eine weitere unter Jean Castelbert de Castelverd an die untere Lahn. Auf österreichischer Seite erhielt Karl durch den Abbruch der Belagerungen von Mainz und später Mannheim und Philippsburg weitere 28.000 Soldaten.
Jourdans Lage war äußerst schwierig. Auf der einen Seite wusste er, dass er seine linke Seite verstärken und sich vom Rhein fernhalten sollte. Auf der anderen Seite wollte sich Jourdan weiter bis zur Wied hinter Altenkirchen zurückziehen, um Karl weiter von Moreau zu weglocken. Ein solcher Rückzug wäre jedoch in den Augen des Direktoriums ein Verbrechen gewesen, und Jourdan erinnerte sich an die alten Zeiten, in denen Befehlshaber mit ihrem Kopf Rechenschaft ablegen mussten. So zog er sich lediglich bis zur Lahn zwischen Limburg und Wetzlar zurück.
Nach der Niederlage in der Schlacht bei Limburg sah sich Jourdan gezwungen, sich bis nach Bonn und Köln zurückzuziehen. Angesichts seiner Situation hatte Jourdan bereits am 9. September um seine Ablösung gebeten. Diese wurde ihm schließlich gewährt, sodass er das Kommando am 22. September an den Marquis de Beurnonville übergeben konnte. Karl ließ 32.000 unter Franz von Werneck zurück und marschierte mit 16.000 Mann an den Main. Mit dieser Teilung war der Feldzug im Norden beendet. General de Beurnonville zeigte keinerlei offensive Absichten, sondern zog sich mit einem Großteil seiner Armee auf das linke Rheinufer zurück.

#### Moreaus Rückzug
Obwohl seit dem Rückzug von Jourdan erst wenige Tage vergangen waren, genügten sie doch, um Moreau die Unausführbarkeit seiner Pläne erkennen zu lassen. Nachdem Saint-Cyr am 3. September einen Isarübergang bei Freising erobern konnte, formierte sich Latour bei Landshut neu. In der ersten Septemberhälfte drängten die 16.960 Mann von Latour in Bayern die Armee von Moreau nach Osten, während Fröhlich mit 10.906 von Süden her vorstieß. FML Nauendorf marschierte mit 5.815 Mann das linke Donauufer hinauf, um Ulm im Rücken von Moreau zu besetzen, und Petraschs 5.564 Mann setzten ihren Vorstoß nach Westen fort. Am 18. September nahm Petrasch kurzzeitig den befestigten Brückenkopf bei Kehl ein, bevor er durch den Gegenangriff des Generals von Schauenburg vertrieben wurde.
Am 19. September begann Moreau seinerseits mit dem Rückzug. Am 21. September erreichte die Rhein-Mosel-Armee die Iller. Am 1. Oktober griffen die Österreicher an, wurden aber von einer Brigade unter Lecourbe zurückgeschlagen. Am 2. Oktober griffen die Österreicher bei Biberach erneut an, wurden jedoch abermals von den Franzosen besiegt.

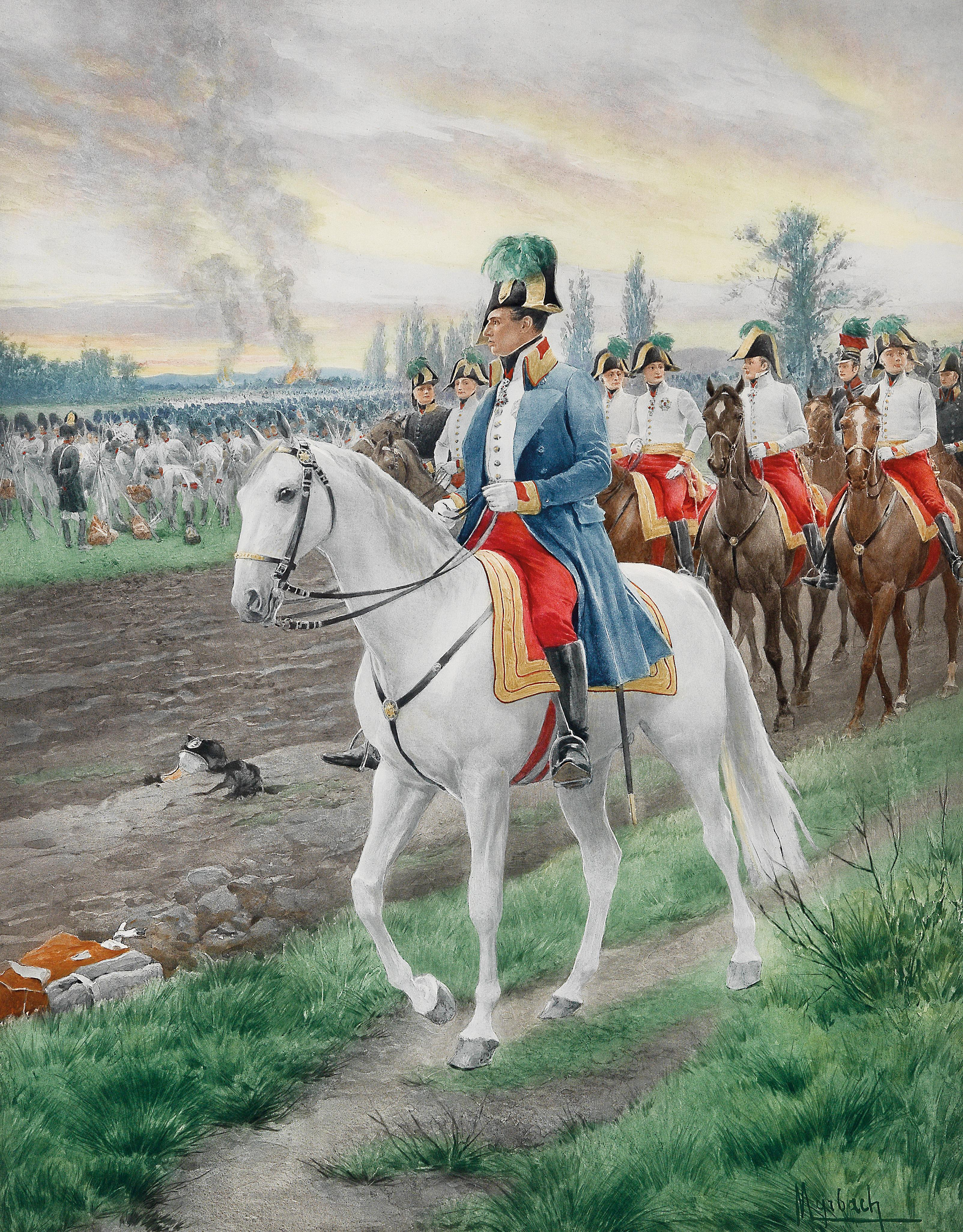
Erzherzog Karl mit seinem Stab in der Schlacht bei Emmendingen

Moreau wollte sich durch den Schwarzwald über das Kinzigtal zurückziehen, doch Nauendorf blockierte diesen Weg. Stattdessen teilte er seine Armee. Saint-Cyrs Kolonne nahm den Weg über das Höllenthal, durchbrach das österreichische Netz bei Neustadt und erreichte am 12. Oktober Freiburg im Breisgau. Moreau selbst wollte weiter rheinabwärts nach Hüningen gelangen. Am 19. Oktober kam es zur Schlacht bei Emmendingen, die die Österreicher für sich entscheiden konnten.

Moreau, der sich nicht wie erhofft auf das linke Ufer zurückgezogen hatte, wurde von Karl bei Schliengen zur Schlacht gestellt. Karl hoffte, die französische Rechte zu umgehen und Moreaus Armee am Rhein abzuschneiden. Anschließend wollte er weiter nach Kehl vorrücken, um sich auch dieses letzten und wichtigsten Postens der Franzosen am rechten Rheinufer zu bemächtigen. Die Franzosen konnten den Angriff der Österreicher abwehren, mussten sich aber schließlich auf das westliche Rheinufer zurückziehen.

## Nachwirkungen
Moreau bot Karl einen Waffenstillstand an, den der Erzherzog dankend annahm, in der Hoffnung Mantua, zu entsetzen. Aus Wien erhielt er jedoch den Befehl, Kehl und Hüningen zu befreien. Am 9. Januar 1797 gaben die Franzosen Kehl im Gegenzug für einen ungestörten Abzug der Garnison nach Straßburg auf. Ebenso übergaben die Franzosen am 5. Februar den Brückenkopf am Ostufer bei Hüningen.